# Mistrzostwa Słowacji w piłce nożnej plażowej mężczyzn 2020
Mistrzostwa Słowacji w piłce nożnej plażowej 2020 (słow. Majstrovstvá Slovenskej republiky v plážovom futbale 2020) – 14. edycja oficjalnych mistrzostw Słowacji w piłce nożnej plażowej mężczyzn, po raz 1. przeprowadzona w formule ligowej. Organizatorem był związek Plážový futbal Slovensko dowodzony przez Słowacki Związek Plażowych Sportów (ŠAPS). W tym turnieju został wyłoniony Mistrz Słowacji na rok 2020. Na turnieju zostało rozegranych 14 meczów, zagrały cztery zespoły. 
Drużyna BSC Hustý obroniła tytuł Mistrza Słowacji.

## Faza zasadnicza

### I turniej ligowy
| Mecz 1 27 czerwca 2020 | BS ViOn | 7:8Raport | BSC Hustý | Hlohovec |
|                        |         |           |           |          |

| Mecz 2 27 czerwca 2020 | BSC Hustý | 5:5, k. 3:1Raport | Senecký KPF | Hlohovec |
|                        |           |                   |             |          |

| Mecz 3 27 czerwca 2020 | Senecký KPF | 3:4Raport | BS ViOn | Hlohovec |
|                        |             |           |         |          |

Legenda do tabel:
- Zwyc. – zwycięstwa
- Por. – porażki
- Br+ – bramki zdobyte
- Br− – bramki stracone
- +/− – różnica bramek

| Lp. | Zespół      | Mecze | Punkty | Zwyc. | Zwyc. pk. | Por. | Br+ | Br− | +/− |
| --- | ----------- | ----- | ------ | ----- | --------- | ---- | --- | --- | --- |
| 1.  | BSC Hustý   | 2     | 4      | 1     | 1         | 0    | 13  | 12  | +1  |
| 2.  | BS ViOn     | 2     | 3      | 1     | 0         | 1    | 11  | 11  | 0   |
| 3.  | Senecký KPF | 2     | 0      | 0     | 0         | 2    | 8   | 9   | -1  |

### II turniej ligowy
| Mecz 4 4 lipca 2020 | BSC Hustý | 0:1Raport | PFK Bratislava | Senec |
|                     |           |           |                |       |

| Mecz 5 4 lipca 2020 | Senecký KPF | 1:3Raport | BS ViOn | Senec |
|                     |             |           |         |       |

| Mecz 6 4 lipca 2020 | BSC Hustý | 2:3Raport | Senecký KPF | Senec |
|                     |           |           |             |       |

| Mecz 7 4 lipca 2020 | PFK Bratislava | 4:2Raport | BS ViOn | Senec |
|                     |                |           |         |       |

| Mecz 8 4 lipca 2020 | BS ViOn | 4:3Raport | BSC Hustý | Senec |
|                     |         |           |           |       |

| Mecz 9 4 lipca 2020 | PFK Bratislava | 4:5Raport | Senecký KPF | Senec |
|                     |                |           |             |       |

| Lp. | Zespół         | Mecze | Punkty | Zwyc. | Por. | Br+ | Br− | +/− |
| --- | -------------- | ----- | ------ | ----- | ---- | --- | --- | --- |
| 1.  | PFK Bratislava | 3     | 6      | 2     | 1    | 9   | 8   | +1  |
| 2.  | BS ViOn        | 3     | 6      | 2     | 1    | 9   | 8   | +1  |
| 3.  | Senecký KPF    | 3     | 6      | 2     | 1    | 9   | 9   | 0   |
| 4.  | BSC Hustý      | 3     | 0      | 0     | 3    | 5   | 8   | -3  |

| Mecz 10 - o III miejsce turnieju 4 lipca 2020 | Senecký KPF | 4:3Raport | BSC Hustý | Senec |
|                                               |             |           |           |       |

| Mecz 11 - finał turnieju 4 lipca 2020 | PFK Bratislava | 4:1Raport | BS ViOn | Senec |
|                                       |                |           |         |       |

### Tabela fazy ligowej
| Lp. | Zespół         | Mecze | Punkty | Zwyc. | Zwyc. pk. | Por. | Br+ | Br− | +/− |
| --- | -------------- | ----- | ------ | ----- | --------- | ---- | --- | --- | --- |
| 1.  | BS ViOn        | 5     | 9      | 3     | 0         | 2    | 20  | 19  | +1  |
| 2.  | PFK Bratislava | 3     | 6      | 2     | 0         | 1    | 9   | 8   | +1  |
| 3.  | Senecký KPF    | 5     | 6      | 2     | 0         | 3    | 17  | 18  | -1  |
| 4.  | BSC Hustý      | 5     | 4      | 1     | 1         | 3    | 18  | 20  | -2  |

## Turniej finałowy
| Mecz 12 8 sierpnia 2020 | BS ViOn | 8:5(2:2, 2:1, 4:2)Raport | Senecký KPF | Hlohovec |
|                         |         |                          |             |          |

| Mecz 13 8 sierpnia 2020 | Senecký KPF | 3:9(0:5, 2:3, 1:1)Raport | BSC Hustý | Hlohovec |
|                         |             |                          |           |          |

| Mecz 14 8 sierpnia 2020 | BSC Hustý | 10:3(2:1, 1:2, 7:0)Raport | BS ViOn | Hlohovec |
|                         |           |                           |         |          |

| Lp. | Zespół      | Mecze | Punkty | Zwyc. | Por. | Br+ | Br− | +/− |
| --- | ----------- | ----- | ------ | ----- | ---- | --- | --- | --- |
| 1.  | BSC Hustý   | 2     | 6      | 2     | 0    | 19  | 6   | +13 |
| 2.  | BS ViOn     | 2     | 3      | 1     | 1    | 11  | 15  | -4  |
| 3.  | Senecký KPF | 2     | 0      | 0     | 2    | 8   | 17  | -9  |

## Hat-tricki
- Čarnogurský w meczu 1. BS ViOn - BSC Hustý
- Čambor w meczu 1. BS ViOn - BSC Hustý
- Hustý w meczu 2. BSC Hustý - Senecký KPF
- Hrnčiar w meczu 2. BSC Hustý - Senecký KPF
- Letko w meczu 3. Senecký KPF - BS ViOn
- Čejtei w meczu 7. PFK Bratislava - Senecký KPF
- Letko w meczu 12. BS ViOn - Senecký KPF
- Letko w meczu 12. BS ViOn - Senecký KPF
- Folejtar w meczu 13. Senecký KPF - BSC Hustý
- Folejtar w meczu 14. BSC Hustý - BS ViOn

## Klasyfikacja końcowa
| Lp. | Zespół      |
| --- | ----------- |
| 1.  | BSC Hustý   |
| 2.  | BS ViOn     |
| 3.  | Senecký KPF |